# Ibykos
Ibykos var en forngrekisk lyriker från Rhegion i södra Italien, han levde omkring 530 f. Kr.
Ibykos förde ett kringvandrande liv och gästade en tid envåldshärskaren Polykrates på Samos. Under en färd till Korinth skall han ha blivit överfallen och ihjälslagen av rövare, vilkas illdåd sedermera på ett underbart sätt röjdes av en flock förbiflygande tranor, de enda levande varelser, som bevittnat tilldragelsen och av Ibykos anropats att hämnas hans död.
"Ibykos’ tranor" blev sedermera ett ordspråk för att beteckna ett oförutsett uppdagande, och berättelsen om dem har i senare tider blivit spridd inom vida kretsar genom Schillers skaldestycke "Die Kraniche des Ibykus". Ibykos var berömd i synnerhet som erotisk skald för den glödande känsla, som han inlade i sina dikter. Av hans fordom i sju böcker sammanfattade sånger, vilka i den doriska körlyrikens stil behandlade mytiska och erotiska ämnen, finns några fragment i behåll bland Oxyrhynchus papyri.